# Línia R13
La línia R13 és un servei de ferrocarril regional entre Barcelona Estació de França i Lleida Pirineus per Valls de Rodalies de Catalunya, de la Generalitat de Catalunya, i operada per Renfe Operadora que circula a través de línies de ferrocarril de via d'ample ibèric d'Adif. Anteriorment era anomenada Ca4a com la línia R14, coincidint ambdues en origen i destí però passant l'una per Valls i l'altra per Tarragona i Reus. El servei R13 circula per la línia Barcelona-Vilanova-Valls (Barcelona via túnel d'Aragó - Sant Vicenç de Calders - Valls - Picamoixons) i la línia Tarragona-Reus-Lleida (entre Picamoixons i Lleida).

## Història
La línia regional R13, que enllaça Barcelona amb Valls i Lleida, té dues seccions molt diferenciades, amb l'Estació de la Plana - Picamoixons com a nexe d'unió.
Els seus orígens històrics es remunten al 1881, quan va entrar en servei la secció de Barcelona a Vilanova i la Geltrú del ferrocarril de Valls a Vilanova i Barcelona (VVB), una peculiar línia construïda segons el model nord-americà, que enllaçava la Ciutat Comtal amb Vilanova i la Geltrú, per mitjà d'un atrevit traçat per la costa, amb nombrosos túnels que creuaven el massís del Garraf, i amb una terminal pròpia a Barcelona —la coneguda estació de Sant Beltran—, ubicada al peu de la muntanya de Montjuïc.
La línia del VVB va ser prolongada de Vilanova i la Geltrú a Calafell el 1882. Poc després, el traçat s'amplià fins a Valls (1883) i aquell mateix any també entrà en servei una nova prolongació fins a Picamoixons. De tota manera, l'enllaç amb la línia de Lleida a l'Estació de la Plana - Picamoixons no es va poder realitzar fins al 1885.
La segona secció de la línia, des de Picamoixons fins a Lleida, era molt més antiga, ja que pertanyia al ferrocarril de Lleida a Reus i Tarragona (LRT). La construcció d'aquest tram es va allargar durant molts anys (vegeu línia R14) i la darrera secció entre Juneda i Lleida no va ser inaugurada fins al 1879.
Amb el pas dels anys, els dos traçats van passar a dependre de noves companyies i van ser progressivament modernitzats. Entre els fets clau cal esmentar la construcció de dos enllaços inaugurats el 1887, tant el de Sant Vicenç de Calders (enllaç directe amb la línia de Tarragona) com el ramal de Can Tunis a la Bordeta, que permetia la connexió amb la nova rasa del carrer d'Aragó i l'arribada fins a l'estació de França. Més endavant, la línia del Garraf es va dotar de doble via i s'integrà dins la xarxa catalana de la companyia MZA. El 1941 la línia passà a dependre de la companyia estatal Renfe, però la seva veritable modernització no arribà fins al 1956, quan s'electrificà una primera secció entre Barcelona i Sant Vicenç de Calders, encara que la tracció elèctrica no s'instal·là a tot el traçat fins a les següents dècades.

## Estacions

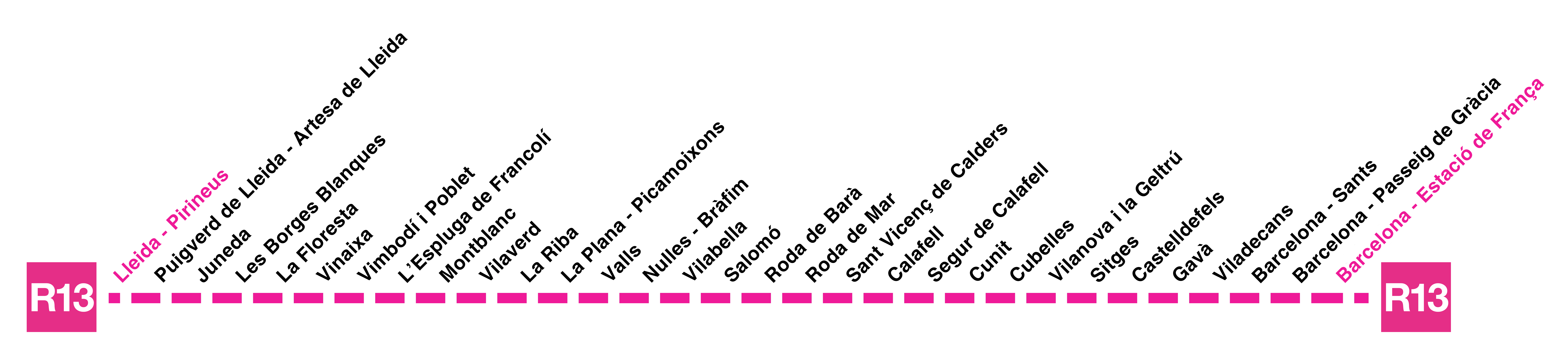
Esquema de la línia R13

| Estació                               | Municipi              | Correspondències | Serveis                                                           |
| ------------------------------------- | --------------------- | ---------------- | ----------------------------------------------------------------- |
| Barcelona-Estació de França           | Barcelona             |                  | Aparcament · Servei d'autobús urbà                                |
| Barcelona-Passeig de Gràcia           | Barcelona             |                  | Aparcament · Servei d'autobús urbà                                |
| Barcelona-Sants                       | Barcelona             |                  | Aparcament · Ascensor · Estació d'autobús · Servei d'autobús urbà |
| Viladecans                            | Viladecans            |                  | Aparcament · Ascensor · Servei d'autobús urbà                     |
| Gavà                                  | Gavà                  |                  | Ascensor · Servei d'autobús urbà                                  |
| Castelldefels                         | Castelldefels         |                  | Aparcament · Ascensor · Servei d'autobús urbà                     |
| Sitges                                | Sitges                |                  | Servei d'autobús urbà                                             |
| Vilanova i la Geltrú                  | Vilanova i la Geltrú  |                  | Aparcament · Servei d'autobús urbà                                |
| Cubelles                              | Cubelles              |                  | Servei d'autobús urbà                                             |
| Cunit                                 | Cunit                 |                  | Aparcament                                                        |
| Segur de Calafell                     | Calafell              |                  |                                                                   |
| Calafell                              | Calafell              |                  |                                                                   |
| Sant Vicenç de Calders                | El Vendrell           |                  | Aparcament                                                        |
| Roda de Mar                           | Roda de Barà          |                  |                                                                   |
| Roda de Barà                          | Roda de Barà          |                  |                                                                   |
| Salomó                                | Salomó                |                  | Aparcament                                                        |
| Vilabella                             | Vilabella             |                  | Aparcament                                                        |
| Nulles-Bràfim                         | Nulles                |                  | Aparcament                                                        |
| Valls                                 | Valls                 |                  | Aparcament                                                        |
| La Plana - Picamoixons                | Valls                 |                  | Aparcament                                                        |
| La Riba                               | La Riba               |                  | Aparcament                                                        |
| Vilaverd                              | Vilaverd              |                  | Aparcament                                                        |
| Montblanc                             | Montblanc             |                  | Aparcament                                                        |
| L'Espluga de Francolí                 | L'Espluga de Francolí |                  | Aparcament                                                        |
| Vimbodí                               | Vimbodí               |                  | Aparcament                                                        |
| Vinaixa                               | Vinaixa               |                  | Aparcament                                                        |
| La Floresta                           | La Floresta           |                  |                                                                   |
| Les Borges Blanques                   | Les Borges Blanques   |                  | Aparcament                                                        |
| Juneda                                | Juneda                |                  | Aparcament                                                        |
| Puigverd de Lleida - Artesa de Lleida | Puigverd de Lleida    |                  | Aparcament                                                        |
| Lleida Pirineus                       | Lleida                |                  | Ascensor · Aparcament                                             |